# Coccidiphila danilevskyi
Coccidiphila danilevskyi is een vlinder uit de familie prachtmotten (Cosmopterigidae). De wetenschappelijke naam is voor het eerst geldig gepubliceerd in 1997 door Sinev.
De soort komt voor in Europa.